# Puchar Ministra Obrony Narodowej 2008
Puchar Ministra Obrony Narodowej 2008 – 47. edycja wyścigu kolarskiego o Puchar Ministra Obrony Narodowej, która odbyła się 14 sierpnia 2008 na liczącej 167 kilometrów trasie wokół Mławy; wyścig był częścią UCI Europe Tour 2008.

## Klasyfikacja generalna
| \| Klasyfikacja generalna \| Klasyfikacja generalna \| Klasyfikacja generalna \| Klasyfikacja generalna \| Klasyfikacja generalna \| \| Kolarz \| Kolarz \| Państwo \| Drużyna \| Czas \| \| ---------------------- \| ---------------------- \| ---------------------- \| ---------------------- \| ---------------------- \| \| 1. \| Bartłomiej Matysiak \| Polska \| Legia \| 3h 48' 56" \| \| 2. \| Radosław Romanik \| Polska \| DHL-Author \| + 0" \| \| 3. \| Tomasz Lisowicz \| Polska \| CCC Polsat Polkowice \| + 0" \| \| 4. \| Robert Radosz \| Polska \| Mróz-Action-Uniqa \| + 0" \| \| 5. \| Wojciech Pawlak \| Polska \| Mróz-Action-Uniqa \| + 10" \| \| 6. \| Tomasz Kiendyś \| Polska \| CCC Polsat Polkowice \| + 18" \| \| 7. \| Kanstancin Szkriedow \| Białoruś \| Białoruś \| + 29" \| \| 8. \| Jarosław Rębiewski \| Polska \| CCC Polsat Polkowice \| + 8' 05" \| \| 9. \| Grzegorz Żołędziowski \| Polska \| CCC Polsat Polkowice \| + 8' 09" \| \| 10. \| Paweł Szaniawski \| Polska \| CCC Polsat Polkowice \| + 8' 09" \| |                       |          |                      |            |
| |                       |          |                      |            |
| Źródło: ProCyclingStats |                       |          |                      |            |
| Klasyfikacja generalna |                       |          |                      |            |
| Kolarz | Kolarz                | Państwo  | Drużyna              | Czas       |
| 1. | Bartłomiej Matysiak   | Polska   | Legia                | 3h 48' 56" |
| 2. | Radosław Romanik      | Polska   | DHL-Author           | + 0"       |
| 3. | Tomasz Lisowicz       | Polska   | CCC Polsat Polkowice | + 0"       |
| 4. | Robert Radosz         | Polska   | Mróz-Action-Uniqa    | + 0"       |
| 5. | Wojciech Pawlak       | Polska   | Mróz-Action-Uniqa    | + 10"      |
| 6. | Tomasz Kiendyś        | Polska   | CCC Polsat Polkowice | + 18"      |
| 7. | Kanstancin Szkriedow  | Białoruś | Białoruś             | + 29"      |
| 8. | Jarosław Rębiewski    | Polska   | CCC Polsat Polkowice | + 8' 05"   |
| 9. | Grzegorz Żołędziowski | Polska   | CCC Polsat Polkowice | + 8' 09"   |
| 10. | Paweł Szaniawski      | Polska   | CCC Polsat Polkowice | + 8' 09"   |